# Bernardo Segni
Bernardo Segni (Firenze, 21 febbraio 1504 – 13 aprile 1558) è stato uno storico italiano.

## Biografia

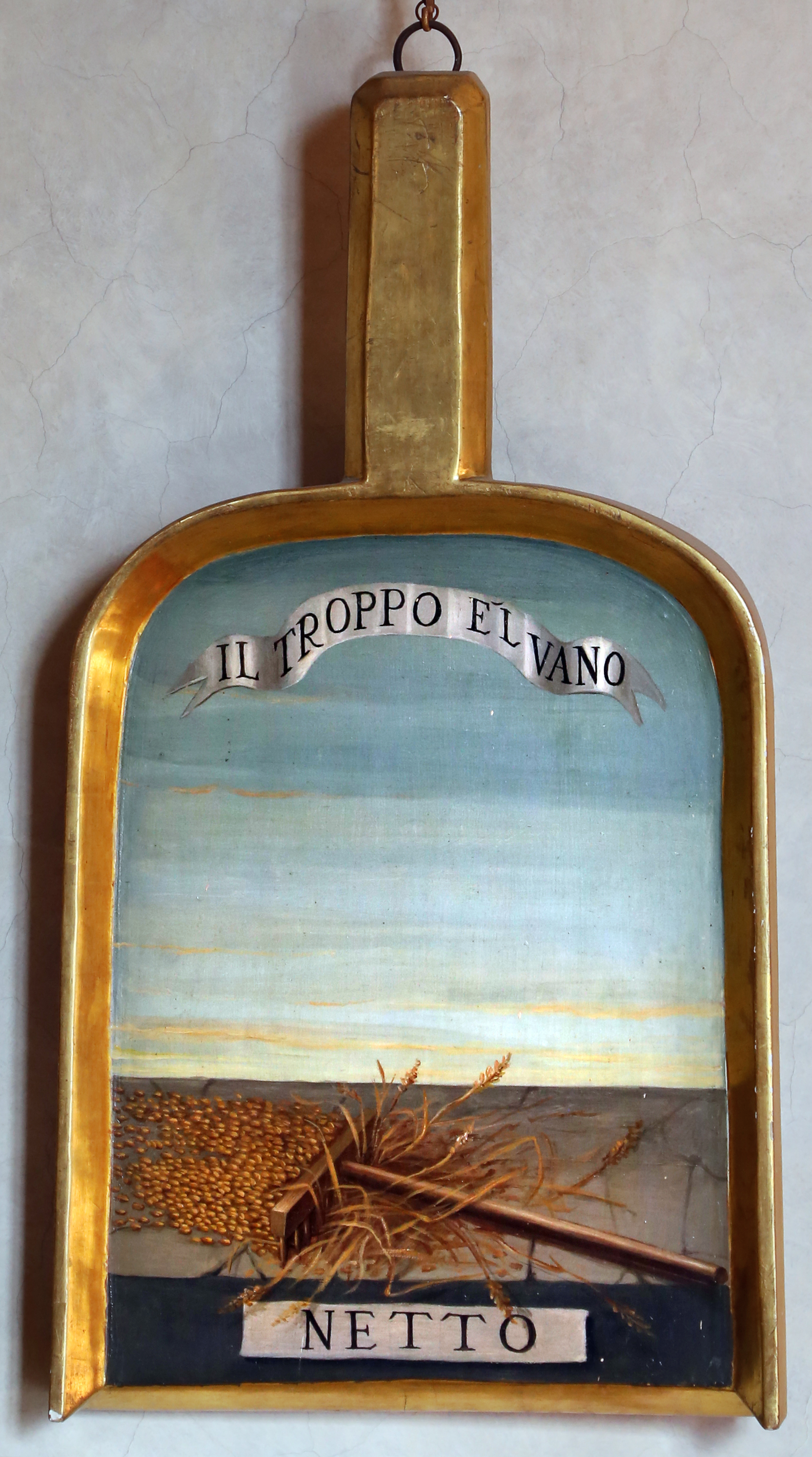
Pala di Bernardo Segni (Netto) all'Accademia della Crusca

Bernardo Segni nacque a Firenze il 21 febbraio 1504 da un'antica famiglia della città.
Frequentò gli studi letterari e giuridici a Padova, poi ritornò a Firenze per dedicarsi al commercio. Ma la scarsa fortuna che vi ebbe lo indusse, fin dal 1535, a entrare al servizio dei Medici. Cosimo I, nel 1541, lo inviò come ambasciatore presso l'imperatore Ferdinando, e da allora in poi Segni ebbe numerose cariche pubbliche; fu, tra l'altro, commissario a Cortona, capitano a Volterra, podestà di Anghiari, membro del Consiglio dei Dugento, degli Otto di pratica, dei Sei di mercanzia, dei conservatori delle Leggi. Morì a Firenze il 13 aprile del 1558 e fu sepolto in Santo Spirito.
Il gusto letterario e la preparazione filologica si rivelano nelle numerose versioni; infatti Segni tradusse l'Edipo re di Sofocle, e parecchie opere di Aristotele, tra cui la Poetica, la Politica (Firenze 1549), e l'Etica Nicomachea (1550). Si tratta del primo tentativo sistematico di rendere le opere dello Stagirita accessibili ad un più vasto pubblico, sprovvisto di adeguata conoscenza delle lettere greche e latine. Ma Segni fu soprattutto uno storico, e tale attività è rappresentata dalle due opere principali: le Istorie fiorentine (1527-1555), in 15 libri, che vennero pubblicate solo nel 1723 e ristampate nel 1830; e la Vita di Niccolò Capponi, scritta probabilmente nel 1547 ma edita solo nel 1723, a Firenze, insieme con le Istorie.
Segni si trovò spettatore della fase finale della rivoluzione fiorentina e poi della definitiva restaurazione medicea. Ma fu ben lontano dal partecipare agli avvenimenti, o anche solo dal sentirli, con l'animo di un Machiavelli. In lui l'educazione letteraria prevaleva sulle passioni politiche; e queste si smorzarono sempre più con gli anni (il che pure risulta da un confronto tra la Vita e le parti posteriori delle Istorie), lasciando il posto a una calma, riposata e compiaciuta attività di scrittore.
La mancata adesione ai contrasti cittadini e la scarsa simpatia per ogni lotta politica in genere gli tolsero il senso vivo della storia, così che le sue narrazioni, pur rivelando qua e là i segni dell'influsso del Machiavelli, acquistano un carattere prevalentemente letterario. Non è un mero ritorno alla storiografia del primo umanesimo, perché a volte il giudizio realistico affiora tra le disquisizioni retoriche. Ma si sente che l'influenza di Machiavelli è rimasta alla superficie, e che l'interesse vivo e profondo per il fatto storico-politico è venuto meno.
Nelle Istorie fiorentine Segni tratta anche delle vicende europee, ma dichiara di esservi spinto dalla necessità di dare notizie di coloro "che sopra noi hanno potestà e imperio" (libro I). Anche la biografia di Niccolò Capponi è molto esteriore; noi però non la possediamo nella stesura originale, ma nel testo rimaneggiato da Luigi Capponi, nipote di Niccolò.
Animate da un fervido patriottismo e da uno spirito moderatamente repubblicano, le opere storiche di Segni toccarono il culmine della fama in epoca risorgimentale, tanto che per Ugo Foscolo la Istoria del Segni è «la migliore, dopo quella del Machiavelli» e «avanza in naturalezza e sobrietà il Guicciardini.»

## Opere
- Rettorica et Poetica d'Aristotile tradotte di greco in lingua vulgare fiorentina, Firenze, Lorenzo Torrentino, 1549.
- Trattato dei governi d'Aristotile tradotto di greco in lingua vulgare fiorentina, Firenze, Lorenzo Torrentino, 1549.
- Trattato dei governi d'Aristotile tradotto di greco in lingua vulgare fiorentina, 2ª ed., Venezia, Bartholomeo detto l'Imperador, 1551.
- L'Ethica d'Aristotile tradotta in lingua volgare fiorentina et comentata per Bernardo Segni, Firenze, Lorenzo Torrentino, 1550.
- Il trattato sopra i libri dell'anima d'Aristotile, Firenze, appresso Giorgio Marescotti, 1583.
- L'Edipo principe, tragedia di Sofocle, già volgarizzata da Bernardo Segni e data ora in luce per le fauste nozze del Sig. Gino Capponi colla Signora Giulia Riccardi, Firenze, Lorenzo Torrentino, 1811.